# Oecetis longiterga
Oecetis longiterga là một loài Trichoptera trong họ Leptoceridae. Chúng phân bố ở miền Australasia.